# Free Lossless Audio Codec
A FLAC-et (Free Lossless Audio Codec, magyarul: „szabad, veszteségmentes audiokodek”) az MP3-hoz hasonlóan hanganyagok tömörítésére használják, de azzal ellentétben a FLAC-kel való tömörítés veszteségmentes, tehát tömörítés közben a hanganyag egyáltalán nem veszít a minőségéből. A FLAC hanganyagok tömörítése az általános célú tömörítőknél (például ZIP, gzip) jóval hatékonyabb: a tömörítetlen hangfájlokhoz képest akár 30-50%-os méretcsökkenés is elérhető vele, míg például ZIP-pel legfeljebb 10-20%[forrás?]. (Összehasonlításképp: egy Vorbis vagy MP3 file esetén a tömörítés akár a 80%-ot is meghaladhatja, de a veszteséges eljárás miatt az eredetivel pontosan megegyező hanganyag nem állítható vissza.)

## Műszaki jellemzők
A flac a hangmintát csatornánként külön kódolja. A blokkokra osztott hangmintát az algoritmus egy polinommal vagy lineáris prediktív kódolással közelíti, és a közelítés paramétereit, valamint a közelített és a valódi minta eltéréseit tárolja (adja vissza), ami a legtöbb esetben tömörebb, mint maga a PCM kódolás.
A flac csak fixpontos mintákat támogat, lebegőpontosakat nem. Bármilyen PCM kódolást képes kezelni 4-től 32 bites mintákig, bármilyen mintavetelezési frekvenciát 1 és 1 048 570 Hz között 1 Hz-es lépésekben, és 1 és 8 között bármennyi csatornát. A csatornák csoportosíthatók, így a sztereó vagy 5.1 surround hanganyag esetén a kódolás kihasználja a csatornák közötti hasonlóságokat is. A flac CRC ellenőrző összegeket használ a sérült adatok felismerésére (ami streaming médiumok esetében fontos), és a nyers PCM audio adatfolyamra egy MD5 ellenőrző kódot is tartalmaz a STREAMINFO metaadatokban.
A flac saját keretformátummal rendelkezik, de mivel a projekt része lett a Xiph.org-nak, így Ogg keretformátumban is használható.
A flac szabadon elérhető és támogatott a legtöbb operációs rendszeren, beleértve a Windows-t, a Unix-szerű operációs rendszereket (Linux, *BSD, Solaris, OS X, IRIX), BeOS-t, OS/2-t, és az Amigát.

## A projekt
A FLAC projekt a következőket tartalmazza: 
- stream formátum
- egy egyszerű konténerformátum a stream számára, amit FLAC-nek (vagy natív FLAC-nek is) neveznek
- libFLAC, egy referencia kódoló és dekódoló könyvtár metaadat interfésszel
- libFLAC++, a libFLAC-féle objektum csomagoló
- flac, egy libFLAC-en alapuló parancssoros program FLAC streamek kódolására és dekódolására
- metaflac, egy parancssoros metaadat szerkesztő a .flac fájlokhoz és végerősítéshez
- beépülő pluginek különböző zenelejátszókhoz (Winamp, XMMS, foobar2000, musikCube stb.)
- a Xiph.org Alapítvánnyal közösen fejlesztett Ogg konténerformátum streaming célokra (Ogg FLAC-ként is ismert)

A FLAC nevében szereplő „szabad” azt jelenti, hogy a stream formátum specifikációit bárki szabadon implementálhatja előzetes engedély nélkül (a Xiph.org fenntartja magának a jogot a FLAC specifikációk és engedélyek megváltoztatására), és hogy sem a FLAC formátum, sem az implementált kódoló/dekódoló eljárások nem állnak semmilyen szabadalom alatt. Ez azt is jelenti, hogy az említett implementáció szabad szoftver. A libFLAC és libFLAC++ forrásai BSD licenc, a flac, a metaflac, valamint a pluginek forrásai GPL alatt érhetőek el.
A FLAC projekt kifejezetten arra kéri a fejlesztőit, hogy ne implementáljanak semmiféle másolás elleni védelmet.